# Жуланов Григорій Леонідович
Григорій Леонідович Жуланов (27 жовтня 1910, місто Слонім, тепер Гродненська область, Білорусь — 10 січня 1990, місто Дрогобич, Львівська область) — радянський військовий діяч, обласний військовий комісар Дрогобицької області.

## Життєпис
Народився в родині робітника. Батько помер у 1919 році, після його смерті Григорій Жуланов виховувався в дитячих будинках. У 1924 році вступив до комсомолу.
З 1927 року — учень електромонтера, електромонтер електростанції міста Оса Уральської області.
Член ВКП(б) з 1929 року.
Потім — відповідальний секретар Частинського районного комітету ВЛКСМ Уральської області; відповідальний секретар Велико-Усинського районного комітету ВЛКСМ Уральської області.
З жовтня 1932 до 1934 року — в Червоній армії.
Працював секретарем комсомольських організацій великих промислових підприємств Уралу.
З 1938 року — знову в Червоній армії. Учасник німецько-радянської війни з липня 1942 року, служив помічником начальника оперативного відділення оперативного відділу штабу 38-ї армії. Воював на Воронезькому та 1-му Українському фронтах.
У 1947—1954 роках — на відповідальній роботі в Дрогобицькому обласному військовому комісаріаті.
У 1954—1958 роках — військовий комісар Дрогобицької області УРСР.
З 1958 року — у відставці, персональний пенсіонер у місті Дрогобичі.
Помер 10 січня 1990 року в Дрогобичі.

## Звання
- майор
- підполковник
- полковник

## Нагороди
- два ордени Вітчизняної війни ІІ ст. (17.02.1945, 6.04.1985)
- два ордени Червоного Прапора (1.06.1944, 30.12.1956)
- два ордени Червоної Зірки (29.11.1943, 19.11.1951)
- медаль «За бойові заслуги» (30.04.1947)
- медаль «За перемогу над Німеччиною у Великій Вітчизняній війні 1941—1945 рр.» (1945)
- медалі